# Bonaventure Des Périers
Pour les articles homonymes, voir Bonaventure et Périers.
Œuvres principales
- Les disciples et amys de Marot contre Sagon, La Hueterie et leurs adherentz
- Cymbalum Mundi
- Les Nouvelles récréations et joyeux devis

Bonaventure des Périers (ou Bonaventure Des Périers selon la graphie d’époque), né vers 1510, probablement à  Arnay-le-Duc en Bourgogne, mort en 1543 ou 1544 à Lyon, est un auteur de poésie, de dialogues et de contes français, ainsi qu'un traducteur et un éditeur.

## Biographie
Après une formation d’humaniste (il fit ses études à Autun entre 1525 et 1532 auprès de Robert Hurault, abbé de l'abbaye Saint-Martin), il collabora en 1535, sous le nom latinisé d’Eutychus Deperius, à la traduction de la Bible de Pierre Robert Olivétan, parue la même année, et travailla avec Étienne Dolet, qui préparait ses Commentarii linguae latinae. En 1536, il entra au service de Marguerite de Navarre, sœur de François Ier, en qualité de valet de chambre. Il publia des poèmes, défendit Clément Marot dans la querelle qui l'opposa au poète et ecclésiastique François de Sagon. En 1544 parut, grâce aux soins d'Antoine Du Moulin, un Recueil des Œuvres de feu Bonaventure des Périers : sa mort remonterait donc à 1543 ou 1544. D’après un texte d’Henri Estienne (publié seulement en 1566), des Périers se serait suicidé en se jetant sur son épée, mais cette histoire semble surtout motivée par la haine de cet auteur protestant envers Des Périers qui s'est moqué de Martin Luther et d'autres protestants dans le Cymbalum Mundi.
En effet, une tradition remontant au pasteur André Zébédée (dans une lettre du 31 juillet 1538) lui attribue la paternité du Cymbalum Mundi (la Cymbale du monde), en français, avec quatre dialogues poétiques, forts antiques, joyeux et facétieux, son œuvre la plus connue. Publié à Paris en 1537 et peu de temps après à Lyon en 1538, cet ouvrage fut saisi par le Parlement sur ordre direct et exceptionnel du roi et, après des procédures impliquant les délibérations de la Sorbonne, fut détruit (un exemplaire de la première édition et deux de la seconde nous sont néanmoins parvenus).
Le Cymbalum s'ouvre sur une lettre adressé par Thomas Du Clévier à Pierre Tryocan dans laquelle le premier prétend envoyer à son ami une traduction d'un manuscrit latin trouvé dans un monastère. Le texte est ensuite constitué de quatre dialogues satiriques dans la tradition de Lucien de Samosate, qui mettent en scène des dieux, des humains et des animaux qui parlent (il se termine sur un dialogue entre deux chiens!).
L'ensemble du livre demeure très énigmatique et il a fait l'objet de nombreux débats chez les spécialistes de la Renaissance. Une des hypothèses concernant l'interprétation de l'ouvrage le fait émaner du milieu protestant de l’entourage de Marguerite de Navarre. D’autres hypothèses en font au contraire un livret catholique raillant d'abord et avant tout les Églises réformées. Enfin, d’autres voient dans cet ouvrage l’œuvre d’un auteur carrément athée qui, dans une série d’allégories, ridiculise toute forme de croyance et de dogme, catholique, et protestant ou autre.
Des Périers est un conteur au style charmant, plein d’esprit et de finesse. Dans ses nouvelles, publiées dans un recueil qui lui a aussi été attribué seulement après sa mort (les Nouvelles récréations et joyeux devis), il reprend la tradition des contes populaires. Il emprunte aussi aux Italiens et à François Rabelais, de courtes anecdotes satiriques (apologues) qui brocardent les travers individuels et les abus de pouvoirs de toute sorte.

« Bonaventure des Périers, une des figures les plus caractéristiques des lettres françaises du XVIe siècle, continue à poser, par son destin d'homme et d'écrivain, des énigmes qui sont loin d'être dévoilées. Tôt disparu, mort sans doute par suicide, il n'est connu que grâce à des allusions disparates susceptibles d'interprétations fort diverses. Novateur timide dans le champ de la poésie qu'il avait marquée de quelques inventions formelles et surtout de sa sensibilité fraîche, un peu naïve; novateur hardi, aux dires de plusieurs critiques, dans le domaine des idées religieuses; auteur incertain d'un recueil de contes qui reste un des chefs-d'œuvre du genre de son époque, il a laissé un héritage varié et contradictoire. »

## Œuvres
- Les disciples et amys de Marot contre Sagon, La Hueterie et leurs adherentz, On les vend à Paris en la rue sainct Jacques... : à l'enseigne du Croissant, en la boutique de Jehan Morin, 1537, 73 p., in-8 (BNF 33349284)
- La prognostication des prognostications non seulement de ceste presente année MDXXXVII, mais aussi des aultres à venir, voire de toutes celles qui sont passées, composée par Maistre Sarcomoros, natif de Tartarie et secretaire du tres illustre et tres puissant roy de Cathai, serf de vertus, Paris, s.n., 1537, 12 p., in-8 (BNF 33553070)
- Cymbalum mundi en françoys : contenant quatre dialogues poétiques, fort antiques, joyeux et facétieux, Lyon, B. Bonnyn, 1538, Sign. A-D : car. goth. ; in-8 (BNF 30334257)
- Les Nouvelles récréations et joyeux devis de feu Bonaventure Des Périers, valet de chambre de la royne de Navarre, Lyon, R. Granjon, 1558, In-4°, pièces liminaires, CVIII ff., car. de civilité (BNF 30334267)
- Recueil des œuvres de feu Bonaventure Des Périers, Lyon, Jean de Tournes - Antoine Du Moulin (éditeur scientifique), 1544, 196 p., in-8 (BNF 30334281)

Auteur (prétendu) avec Élie Vinet et Jacques Peletier :
- Discours non plus mélancoliques que divers de choses mesmement qui appartiennent à notre France, et à la fin la manière de bien et justement entoucher les lucs et les guiternes, Poitiers, Enguilbert de Marnef, 1557, 112 p., in-4 (BNF 30334265)

### Commentaires
La critique a développé maintes études sur divers sujets concernant l'œuvre de Bonaventure des Périers. On trouve, par exemple, des recherches au sujet de divers aspects de ses nouvelles influencées par la tradition italienne : sur la naïveté, l'ironie, l'aspect sombre des thèmes, la présence de juges et de criminels, l'utilisation des animaux, le comique, le recours au narrateur masqué, etc. 
L'un des commentateurs des textes de Des Périers fut Bernard de La Monnoye au XVIIIe siècle, bourguignon lui-même, qui servit de référence jusqu'à la fin du XIXe siècle. La Monnoye introduit surtout des notes expliquant le sens du vocabulaire employé par Des Périers au XVIe siècle.
De nombreux textes sont consacrés aussi à Des Périers dans la très abondante littérature critique au sujet du Cymbalum mundi dont on lui attribue la paternité.